# Добра Криниця
До́бра Крини́ця — село в Україні, в Інгульській сільській громаді Баштанського району Миколаївської області. Населення становить 687 осіб.

## Географія
Розташоване за 22 км на південь від районного центру Баштанка і за 6 км від залізничної станції Лоцкіне на лінії Миколаїв-Сортувальний — Долинська. Через село проходить дорога Миколаїв — Баштанка.

## Історія
Населений пункт заснований в 1820 році.
В 1917 році село входить до складу Української Народної Республіки.
Після поразки у Визвольних змаганнях село довго було окуповане більшовиками.
В 1932-1933 селяни пережили Голодомор.
В німецько-радянській війні на боці СРСР брали участь 159 мешканців села, з них 96 чоловік загинули; 139 «за мужність і героїзм, проявленні у боях» були удостоєні радянських нагород.
Після війни, у Добрій Криниці було встановлено пам'ятник бійцям Червоної Армії, загиблим у бою за село.
У Добрій Криниці працював радгосп «Добра Криниця». 21 працівник радгоспу за успіхи в розвитку сільськогосподарського виробництва нагороджений орденами і медалями. Бригадир свиноферми Е. А. Плужник удостоєна орденів Леніна, Жовтневої Революції і Трудового Червоного Прапора, Л. Ф. Ситченко (голова виконкому Доброкриничанської сільради) — орден Жовтневої Революції, свинарки Т. К. Гончар і А. Г. Науменко і механізатори Н. Н. Волошин і Н. Ф. Печений — ордени Трудового Червоного Прапора.
З 24 серпня 1991 року село входить до складу незалежної України.

## Населення
Згідно з переписом УРСР 1989 року чисельність наявного населення села становила 765 осіб, з яких 352 чоловіки та 413 жінок.
За переписом населення України 2001 року в селі мешкало 685 осіб.

### Мова
Розподіл населення за рідною мовою за даними перепису 2001 року:
| Мова       | Відсоток |
| ---------- | -------- |
| українська | 93,16 %  |
| російська  | 6,11 %   |
| білоруська | 0,15 %   |
| вірменська | 0,15 %   |
| молдовська | 0,15 %   |
| угорська   | 0,15 %   |

## Економіка
У селі Добра Криниця обробляється 5000 га сільськогосподарських угідь, у тому числі 4300 га орних земель. Господарство — м'ясо-молочного напряму. Працюють фермерські господарства.

## Освіта і культура
У Добрій Криниці працює дев'ятирічна школа (12 учителів і 110 учнів), клуб із залом для глядачів на 110 місць, бібліотека з книжковим фондом близько 10 тис. книг, медпункт, дитячі ясла-садки на 90 місць, три магазини, їдальня, будинок побуту, відділення Укрпошти, АТС на 40 номерів, Ощадбанку України.